# Maria Franziska von Fürstenberg-Heiligenberg
Maria Franziska von Fürstenberg-Heiligenberg (* 18. Mai 1633 in Konstanz; † 7. März 1702 in Lobositz) ist die zweite Ehefrau des Markgrafen Leopold Wilhelm von Baden.
Maria Franziska ist die Tochter von Ernst Egon VIII. von Fürstenberg-Heiligenberg, (1588–1635) und der Gräfin Anna Maria von Hohenzollern-Hechingen (* 8. September 1603; † 23. August 1652). Ihre Brüder waren die Bischöfe Franz Egon und Wilhelm Egon von Fürstenberg.
Maria Franziska von Fürstenberg-Heiligenberg heiratete in erster Ehe am 3. Juni 1651 in Düsseldorf den Pfalzgrafen Wolfgang Wilhelm von Neuburg (1578–1653). Sie war seine dritte Ehefrau. Die Ehe blieb kinderlos. Vor ihrer Wiederverheiratung lebte sie zeitweise als Witwe in Sinzig, wo der Freiherr Franz Dietrich von Hillesheim (1641–1681), Vater des späteren kurpfälzischen Ministers Franz Wilhelm Caspar von Hillesheim, ihr Obersthofmeister war.
In zweiter Ehe heiratete sie am 23. Februar 1666 den Markgrafen Leopold Wilhelm von Baden.
Aus dieser Ehe entstammen folgende Kinder:
- Leopold Wilhelm (* 20. Februar 1667; † 11. April 1716 Rastatt)
- Karl Friedrich Ferdinand (* 1668; † 1680)
- Katharina Franziska (jung gestorben)
- Henriette (jung gestorben)
- Anna (jung gestorben)